# كليفتون ماكنيل
كليفتون ماكنيل (بالإنجليزية: Clifton McNeil)‏ هو لاعب كرة قدم أمريكية أمريكي، ولد في 25 مايو 1940 في موبيل في الولايات المتحدة.

## وصلات خارجية
- كليفتون ماكنيل على موقع مرجع كرة القدم المحترفة.كوم (الإنجليزية)